# 柏原八幡宮

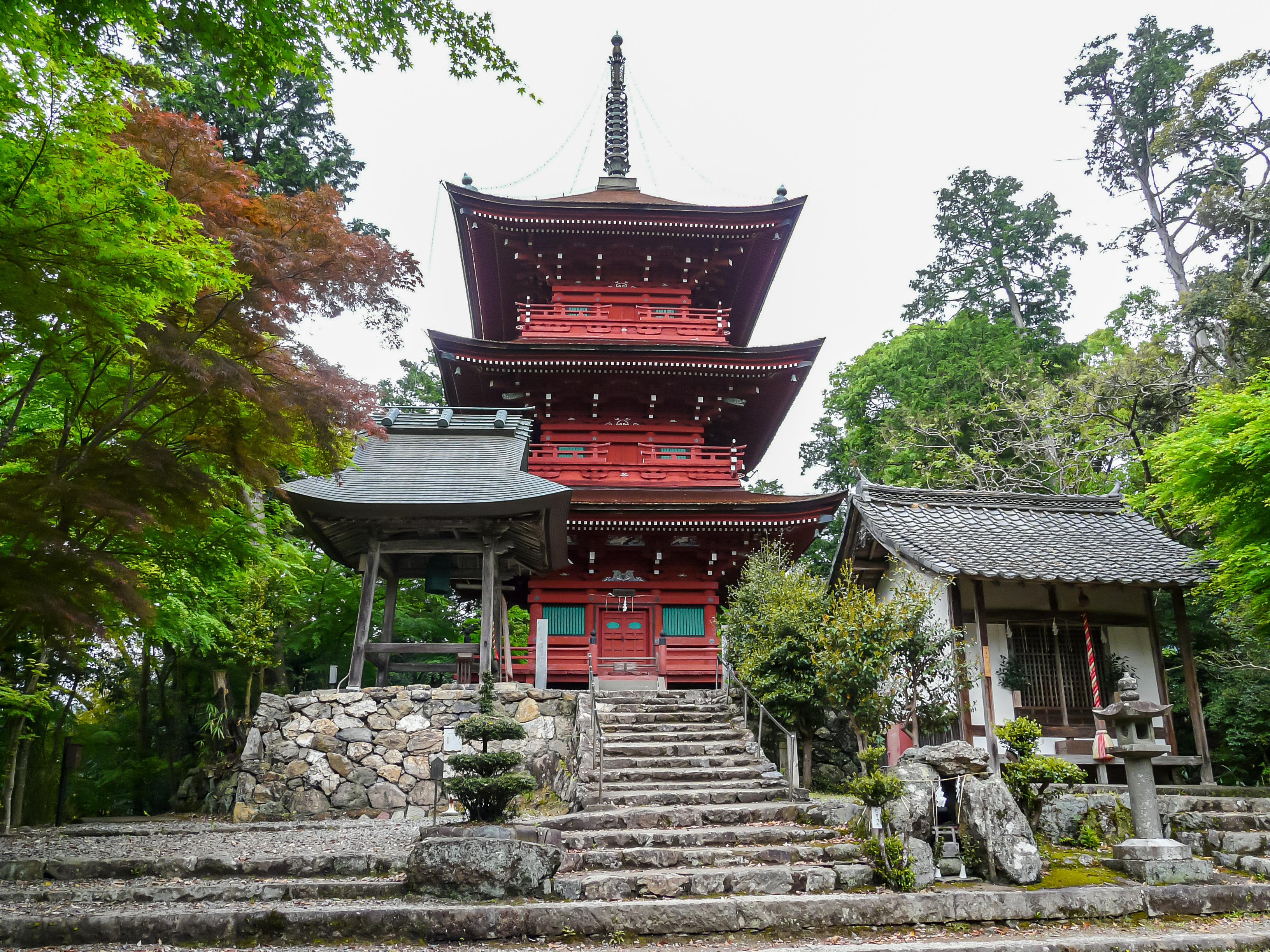
三重塔、祖霊社（右）、鐘楼（左）

柏原八幡宮（かいばらはちまんぐう）は、兵庫県丹波市柏原町柏原（かいばら）にある神社。旧社格は県社。2021年（令和3年）に社名を旧来の「柏原八幡宮」へ変更し、今日に至る。境内には神社には珍しく三重塔が現存している。ひょうごの森百選、ひょうご風景百選に選ばれている。

## 祭神
- 誉田別命（応神天皇）（こんだわけのみこと）
- 息長足姫命（神功皇后）（おきながたらしひめのみこと）
- 姫三柱之命
  - 多紀理比賣命（たきりひめのみこと）
  - 多紀都比賣命（たきつひめのみこと）
  - 市杵島比賣命（いちきしまひめのみこと）

## 歴史

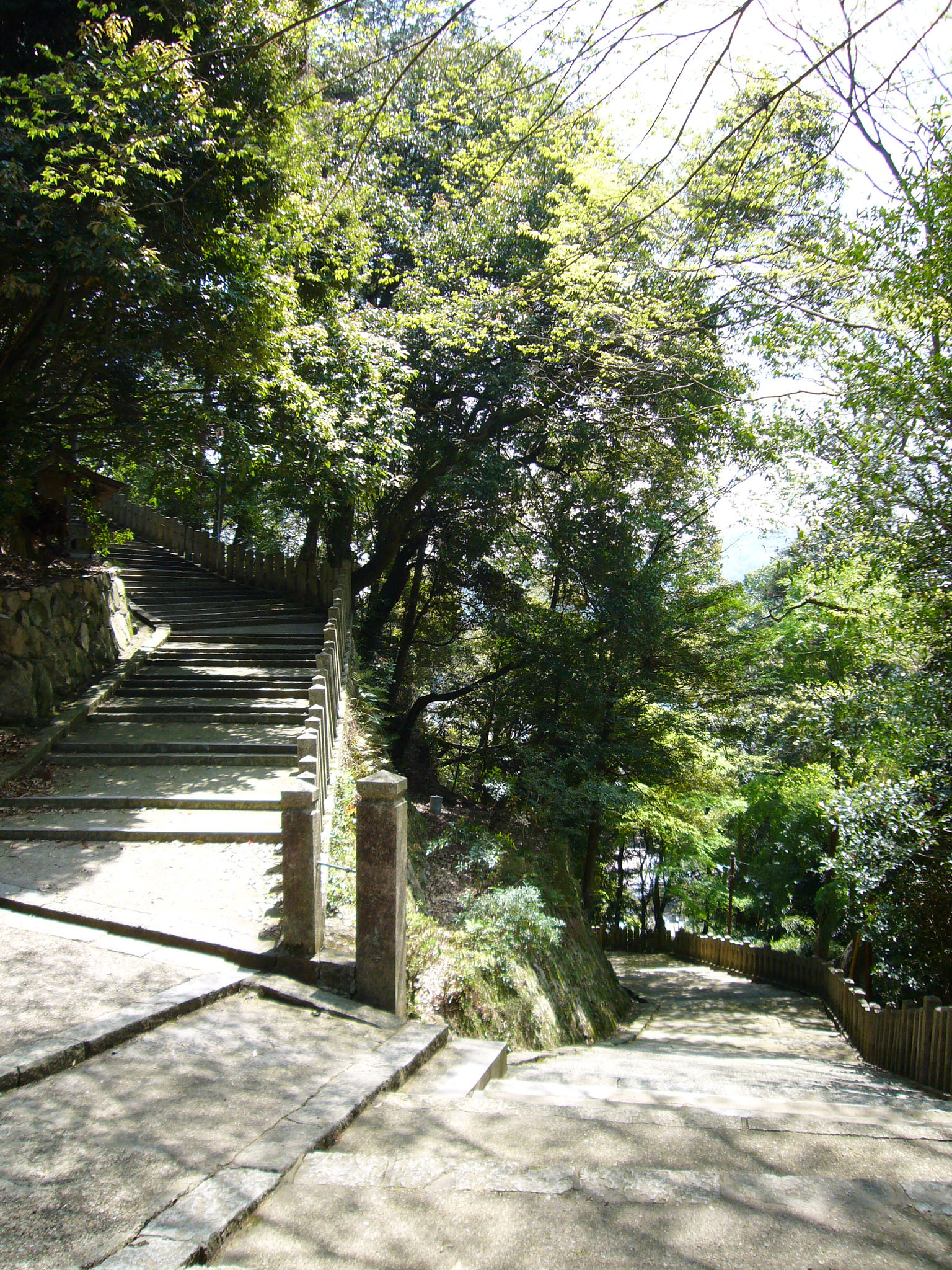
参道の石段

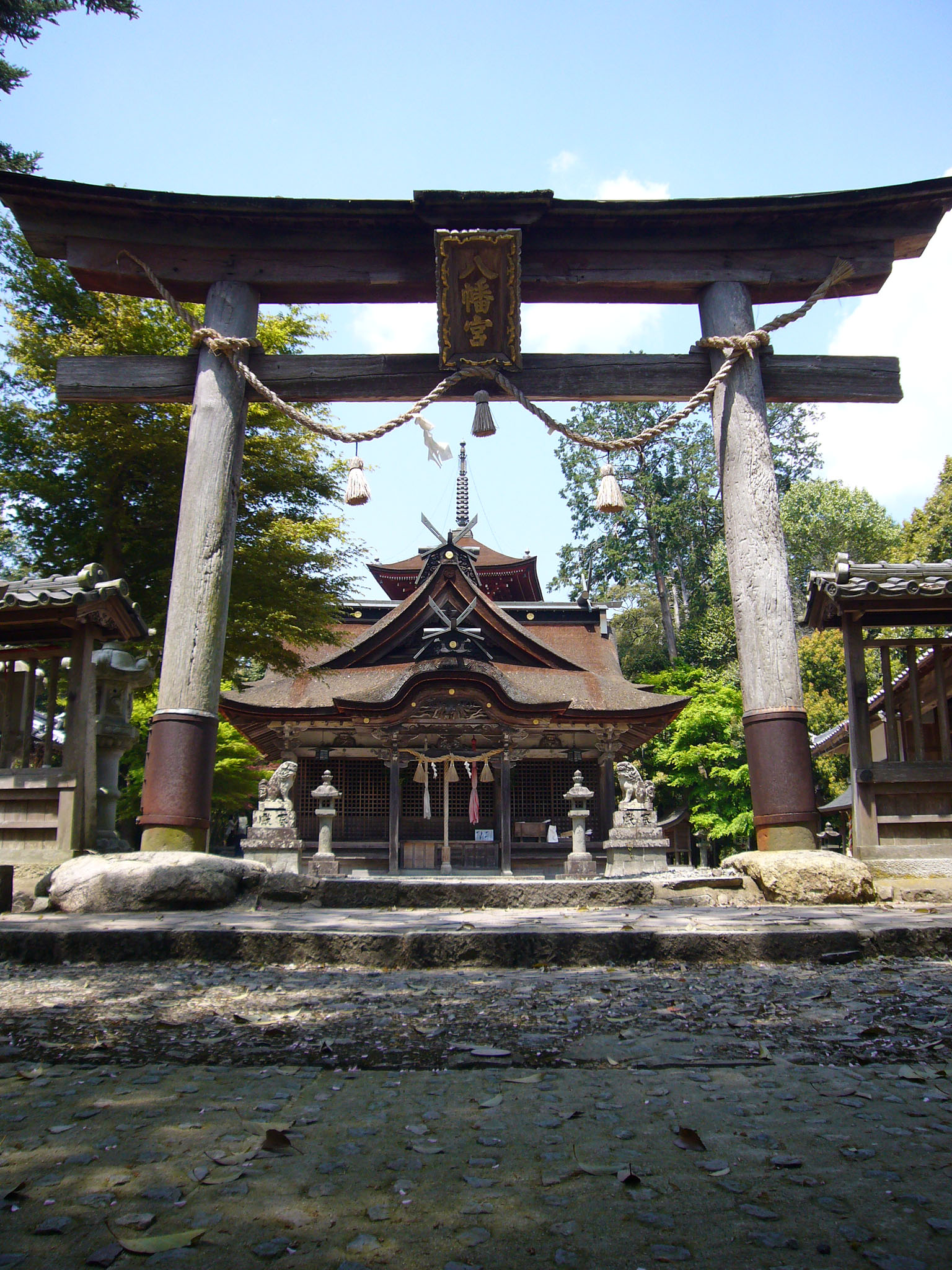
二の鳥居、拝殿

舒明天皇の時代（629年 - 641年）に、出雲連が入船山の山頂（現・三重塔がある場所）に牛頭天王を祀ったのがそもそもの始まりであるとする。
万寿元年（1024年）に入船山の付近三か所から霊泉が湧いた。これを奇瑞として後一条天皇の勅命により京都の石清水八幡宮の分霊を入船山に祀り、「丹波国 柏原別宮」が成立し、当社は創建された。
貞和元年（1345年）、南北朝時代に荻野安芸守と足利氏の合戦に巻き込まれて創建当時の社殿が焼失するが、後に再建されている。応仁2年（1468年）に三重塔が建立される。
天正7年（1579年）に織田信長の命を受けて丹波国に攻め込んできた明智光秀によって社殿や三重塔が焼失する。
天正10年（1582年）に羽柴秀吉が黒井城主の堀尾吉晴に社殿の造営を命じ、天正13年（1585年）8月に現在の本殿と拝殿が竣工している。
文化12年（1815年）には数回の焼失と再建を経て、現在の三重塔が再建される。
1868年（明治元年）、神仏分離により神宮寺であった乗宝寺が独立し、当社にあった仏像や経典等を全て乗宝寺に移して文化財が破却されること無く円満に神仏分離がなされた。その際、廃仏毀釈により神社には不要として三重塔と鐘楼が破却されようとしていたが、なんとか三重塔は「八幡文庫」として、鐘楼は「時の鐘」として破却を免れている。
1873年（明治6年）に郷社に列せられ、1900年（明治33年）に県社に昇格する。
社殿（本殿及び拝殿）は1913年（大正2年）に古社寺保存法により特別保護建造物に指定され、1929年（昭和4年）に国宝保存法によって旧国宝に、1950年（昭和25年）には文化財保護法の施行により重要文化財に指定された。
1975年（昭和50年）、国庫補助事業として社殿の解体修理工事（拝殿半解体・本殿全解体、昭和50年1月から昭和51年9月）が行われた。
スダジイが覆い茂る柏原八幡山73ヘクタールは兵庫県の環境緑地保全地域に指定され、ひょうごの森百選やひょうご風景百選にも選ばれている。

## 境内
- 本殿（重要文化財） - 天正13年（1585年）8月に羽柴秀吉が黒井城主の堀尾吉晴を奉行として再建。三間社流造。再建以来改造が繰り返されてはいるが、「権現造」の先駆けとなる建築様式として非常に貴重である。三間社流造、檜皮葺。
- 拝殿（重要文化財） - 天正13年（1585年）に羽柴秀吉が堀尾吉晴を奉行として再建。入母屋造妻入、正面唐破風付き、檜皮葺。
- 三重塔（兵庫県指定有形文化財） - 文化12年（1815年）に彫刻師の中井権治が中心となって再建。三間三重塔婆、本瓦葺、檜皮葺、総高23m。「八幡文庫」の額が掛けられている。なお、神社に塔が残っている事例は全国で18例のみであり極めて珍しい。
- 鐘楼 - 梵鐘（兵庫県指定有形文化財）は「厄除開運難逃れの鐘」と呼ばれる。康応元年（1389年）と天文12年（1542年）の2つの年号が刻まれているのが特徴。また康応元年銘の前に「丹波国氷上郡高山寺」と刻まれており、これは現・丹波市氷上町にある高山寺のことである。豊臣秀吉が大砲鋳造のために丹波国氷上郡内の鐘を柏原東奥藤ノ目に集めた際、そこに高山寺の鐘楼もあり、それがたまたま柏原八幡宮の社僧の目に触れ、特に優れた物だったため、秀吉に願い出て当社に寄進されたもの[2]。

境内社
- 八坂神社 - 祭神：素盞嗚命、櫛稲田媛命
- 祖霊社 - 祭神：氏子、崇敬者、祖先の御霊
- 西宮神社 - 祭神：蛭子大神
- 春日神社 - 祭神：武甕槌命、経津主命、天児屋根命、比賣命
- 香良神社 - 祭神：香良玉垂命
- 神饌所
- 絵馬所（神楽殿）
- 住吉神社 - 祭神：表筒男命、中筒男命、底筒男命、神功皇后
- 厄除神社 - 祭神：八衢彦神、八衢姫神、久那戸神、大物主神、武内宿禰命
- 若宮社 - 祭神：大雀命（仁徳天皇）
- 祓殿 - 祭神：祓戸四柱大神
- 社務所
- 山神社 - 祭神：大山祇大神
- 猿田彦神社 - 祭神：猿田彦大神
- 白比賣社 - 祭神：白比賣大神
- 厳島神社（表弁天） - 祭神：市杵島比賣命
- 淡島神社 - 祭神：少彦名命
- 柏原大神宮 - 祭神：天照大御神
- 御旅所
- 五社稲荷神社（兵庫県指定有形文化財） - 祭神：稲荷大神（宇迦之御魂大神、佐田彦大神、大宮能賣大神、田中大神、四大神）。柏原八幡宮が創建された万寿元年（1024年）に京都の伏見稲荷神社（現・伏見稲荷大社）の分霊を勧請して創建。宝暦6年（1756年）に柏原藩三代藩主織田信旧により再建。当地柏原の彫刻師中井言次君音の手による向拝の龍や兎の毛通しの鳳凰などが彫られている。
- 聖神社 - 祭神：秋葉大神、聖大神、伊邪那美命
- 五社稲荷神社表門
- 厳島神社（裏弁天） - 祭神：市杵島比賣命

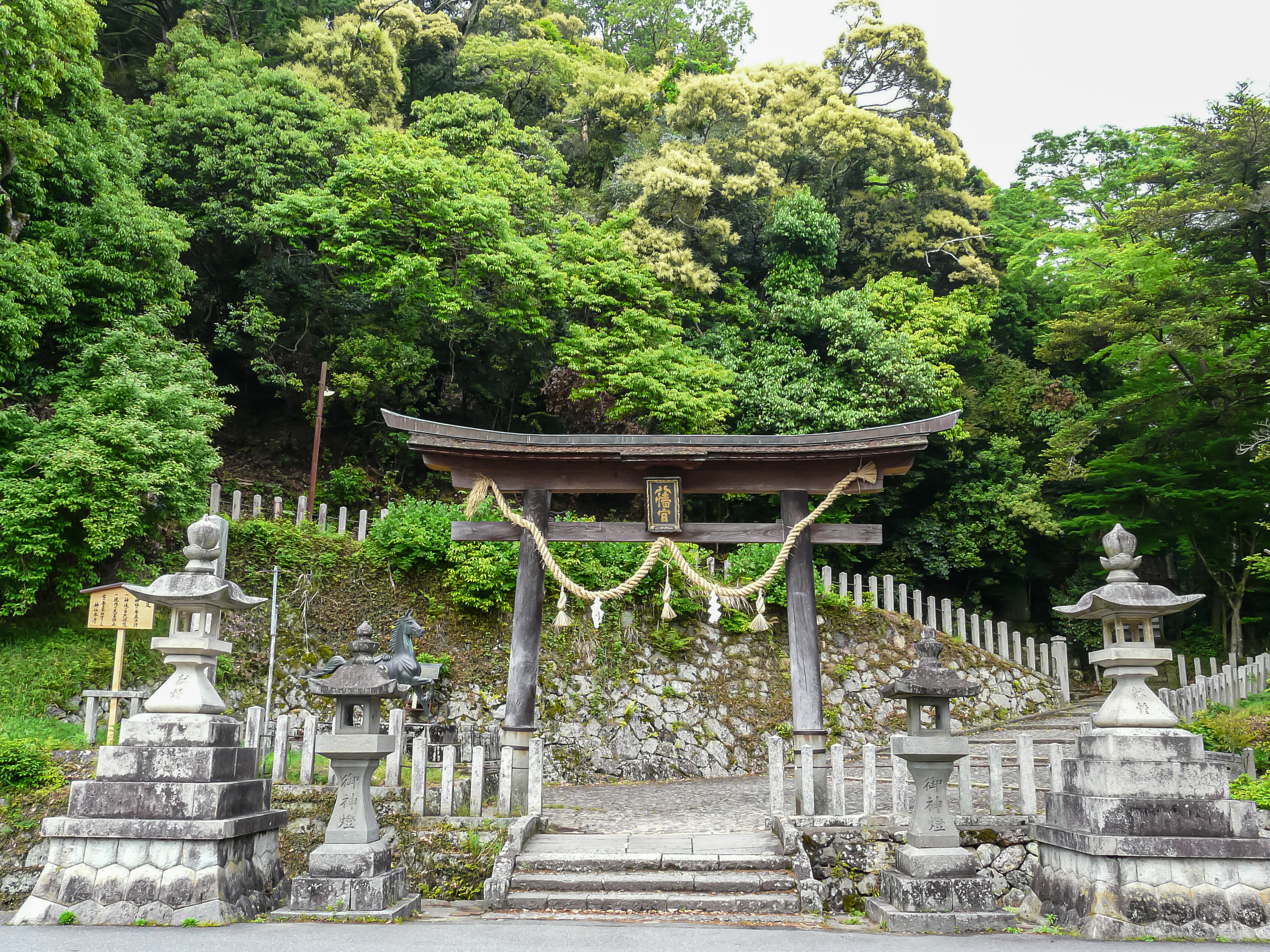
境内入り口鳥居
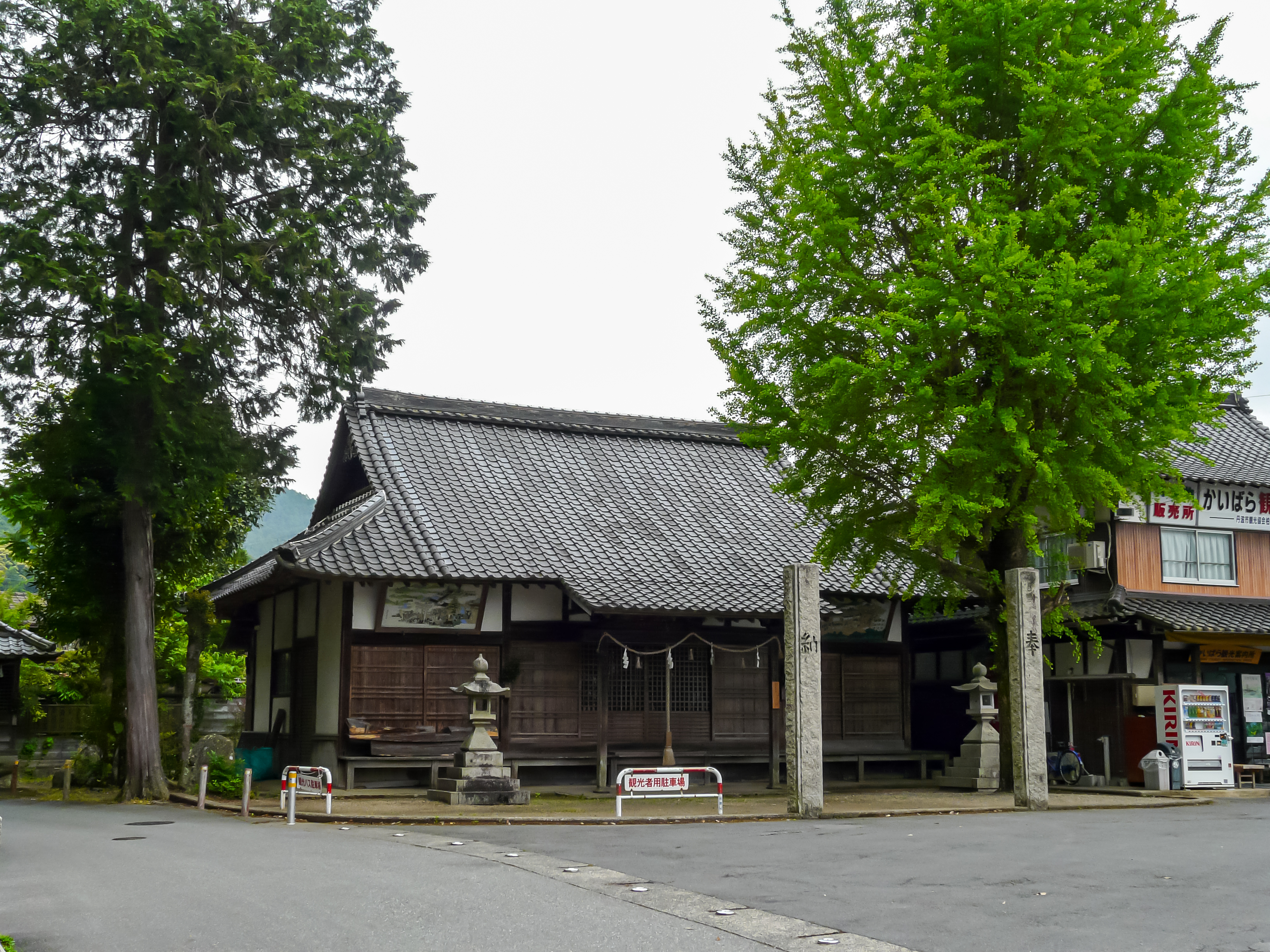
柏原大神宮
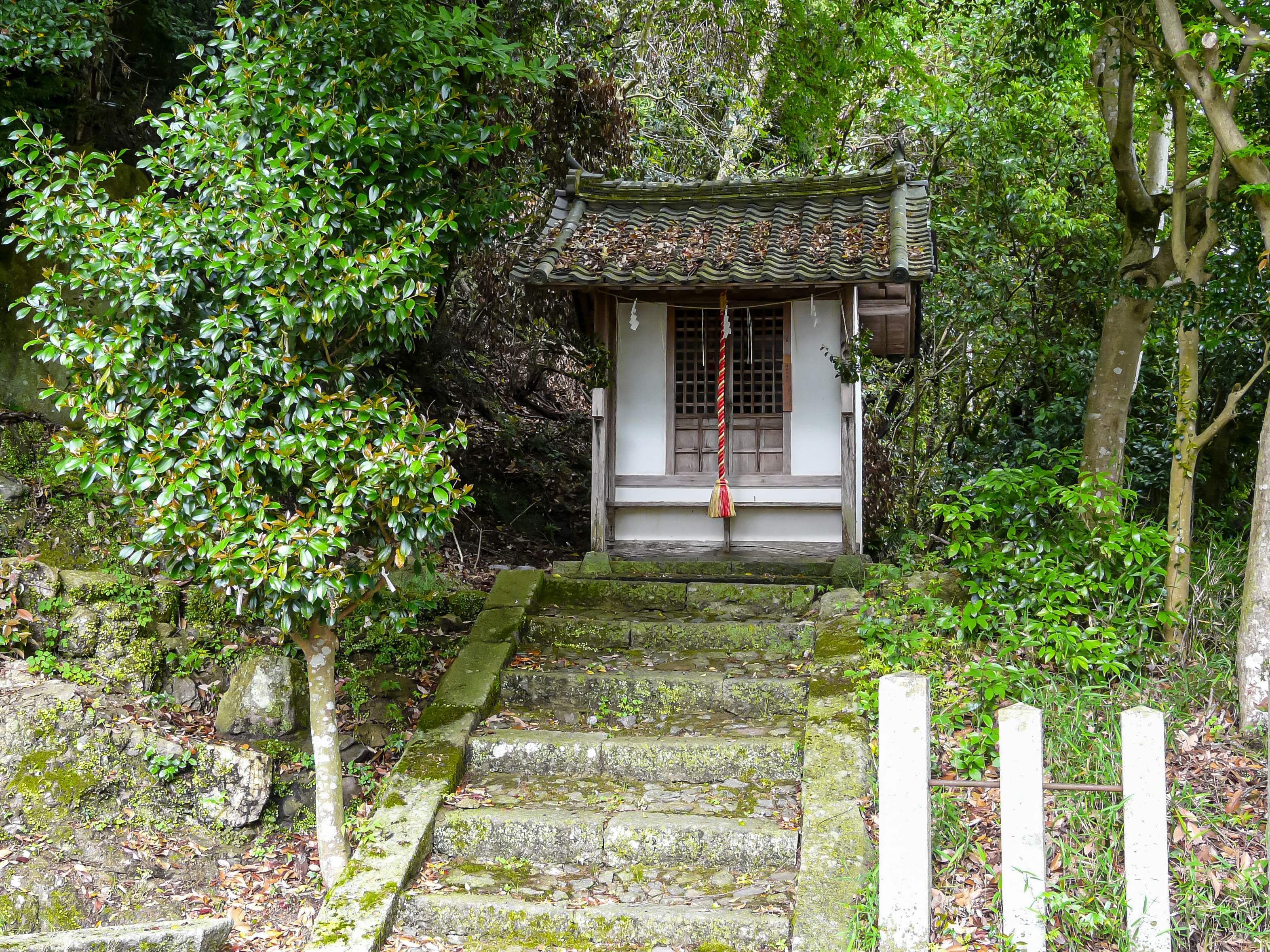
猿田彦神社
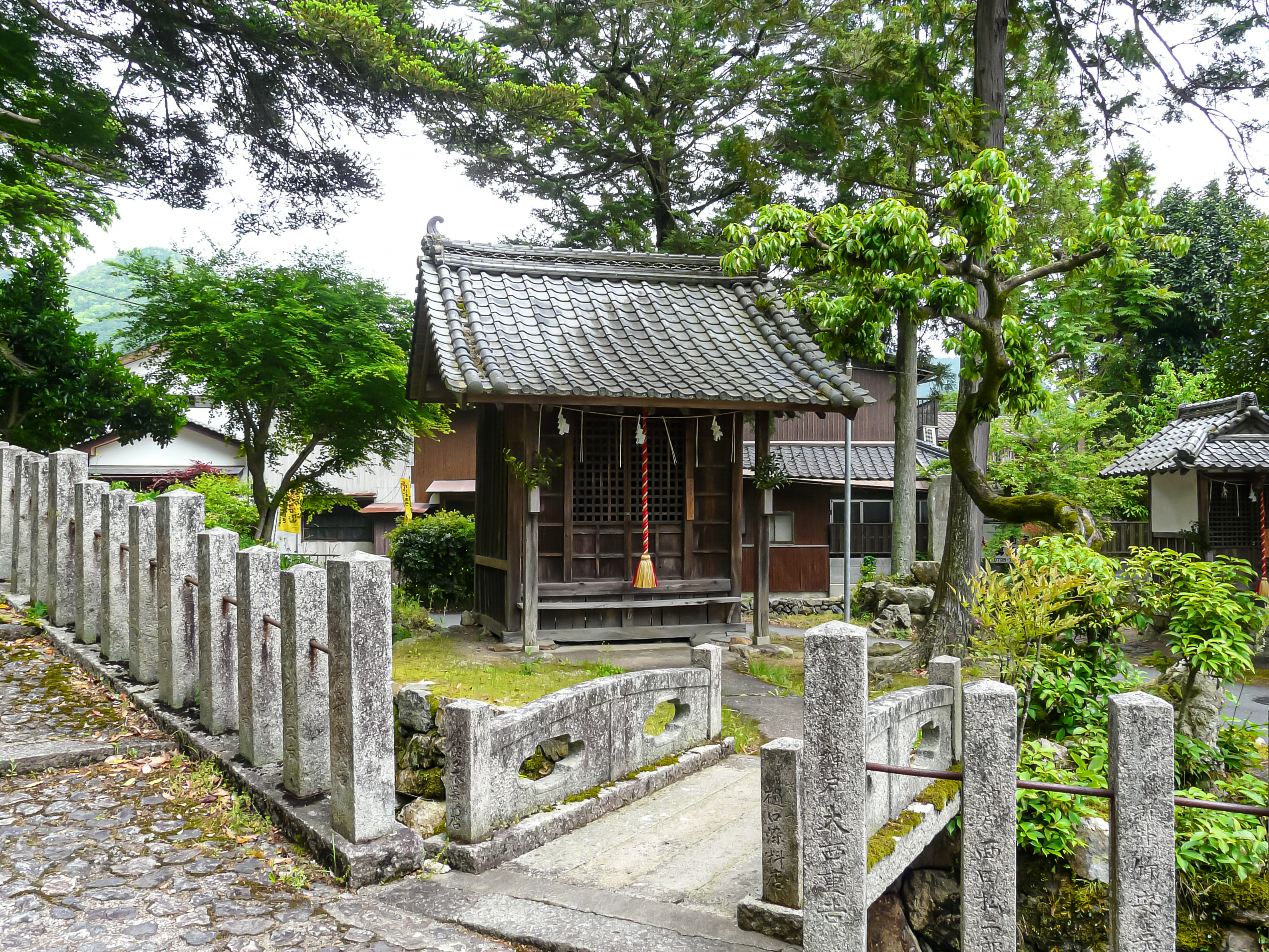
厳島神社（表弁天）
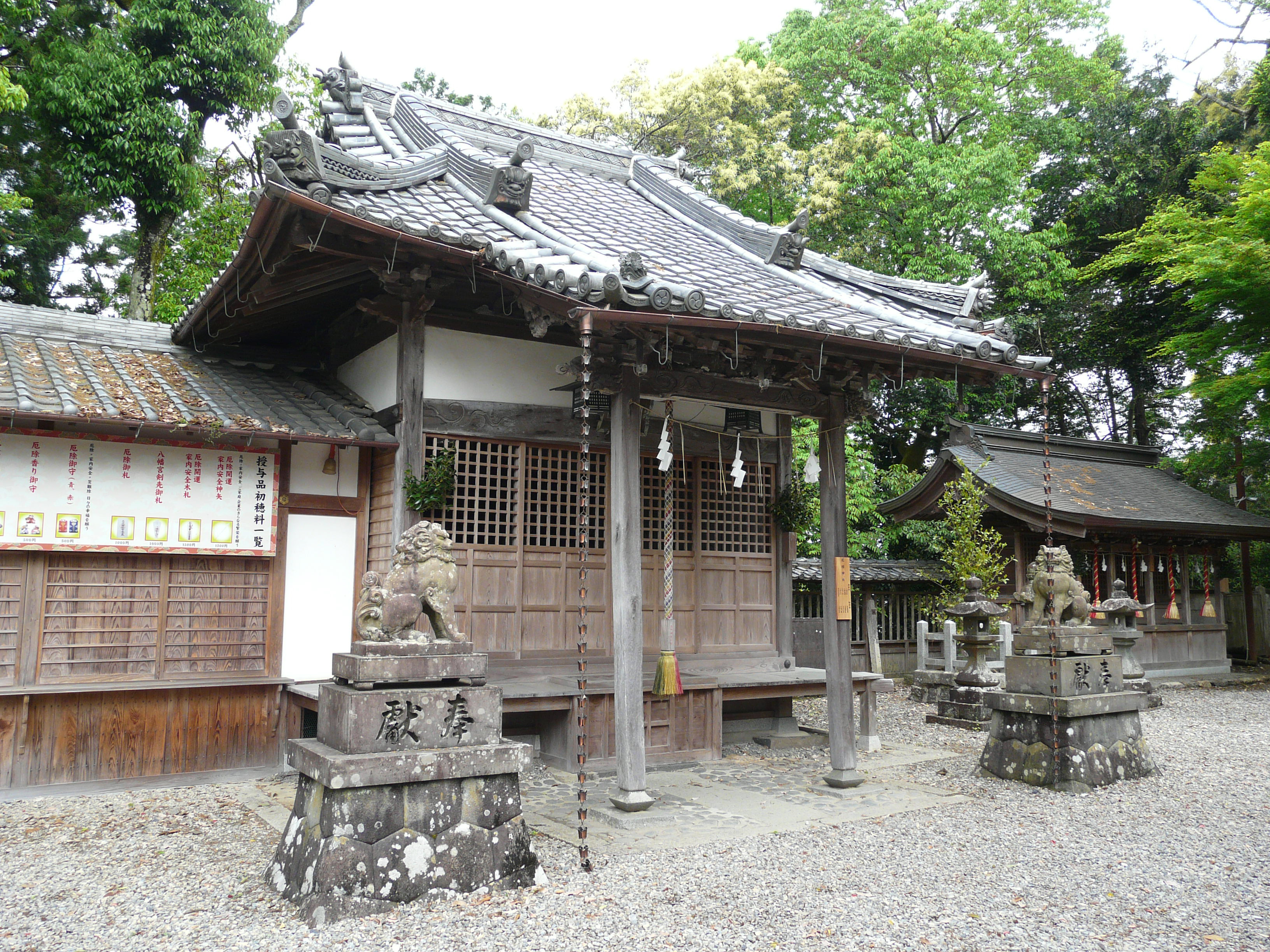
厄除神社
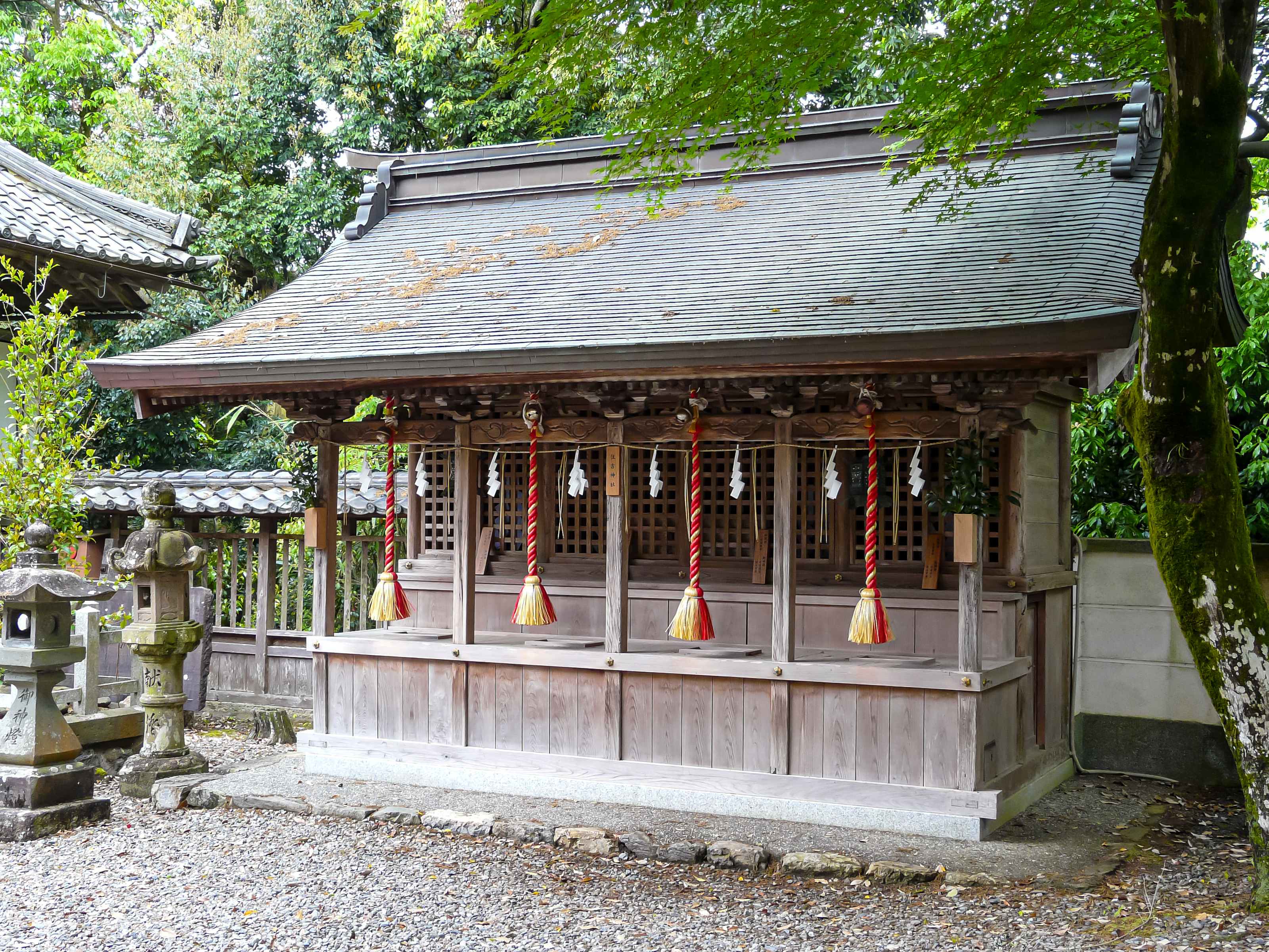
住吉神社
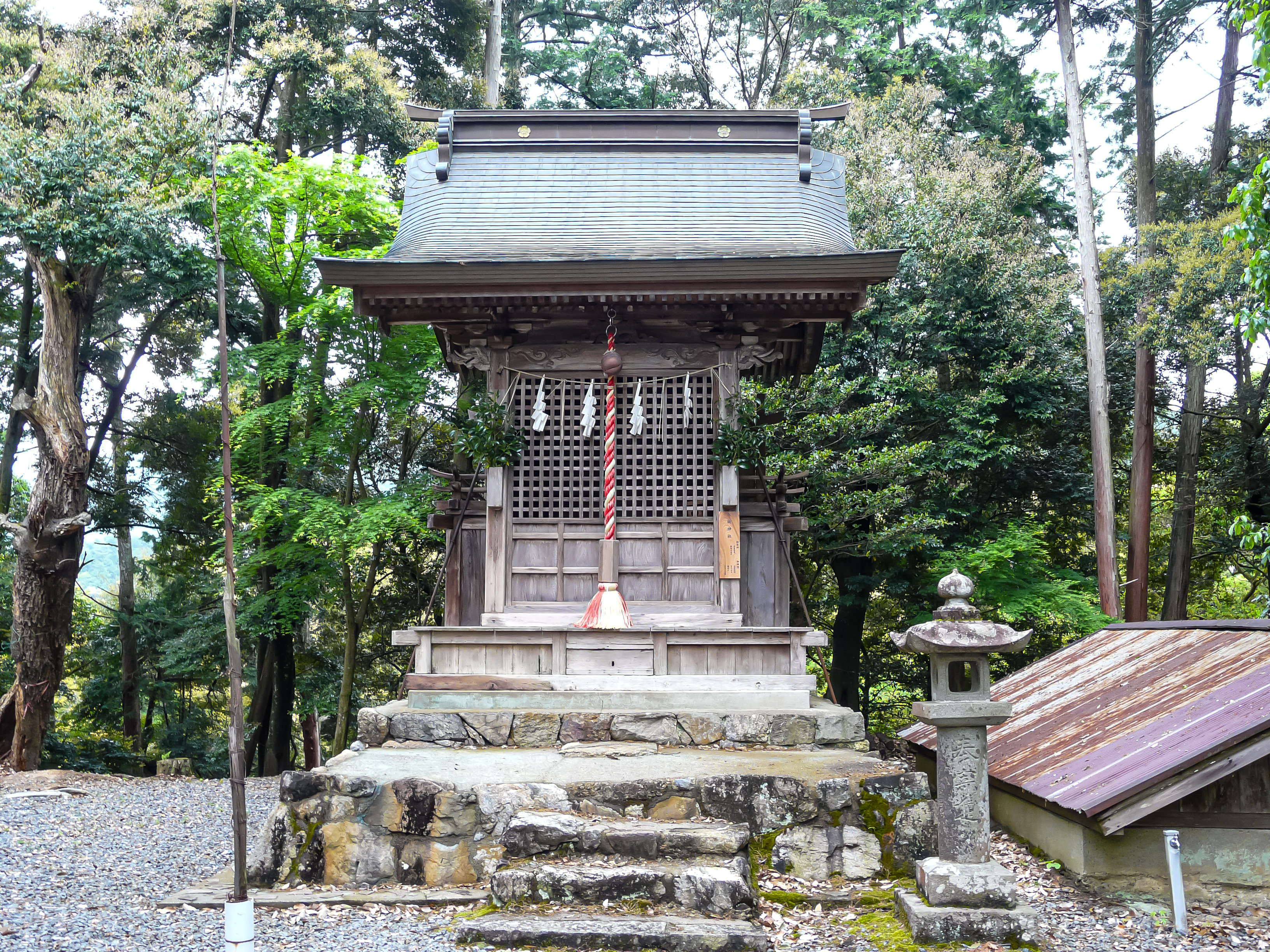
八坂神社

## 文化財

### 重要文化財
- 八幡神社本殿及び拝殿 附：造営記録 - 1913年（大正2年）4月14日指定[3]。

### 兵庫県指定有形文化財
- 三重塔 附：日記五冊 - 1989年（平成元年）3月31日指定[4]。
- 五社稲荷神社本殿 附：棟札4枚 - 2021年（令和3年）3月19日指定[4]。
- 銅鐘 1口 - 1991年（平成3年）3月30日指定[4]。

### 丹波市指定有形文化財
- 石造狛犬 1対 - 1978年（昭和53年）10月18日指定[5]。
- 能面翁 1面 - 1988年（昭和63年）5月12日指定[5]｡
- 能面父尉 2面 - 1995年（平成7年）5月19日指定[5]。
- 柏原八幡神社文書 26通 - 1966年（昭和41年）11月3日指定[5]。

## 祭事
- 厄除大祭（2月17日、18日） - 「丹波柏原の厄神さん」の通称で親しまれ、中北部近畿最大の規模で毎年10万人が参拝に訪れる。期間中は社殿と塔がライトアップされる。17日深夜に執り行われる「青山祭壇の儀」は日本最古の厄除神事で往古の道饗祭（）、疫神祭（）の遺風を今に伝えるものである。

## 現地情報
所在地
- 兵庫県丹波市柏原町柏原3625

交通アクセス
- 最寄駅：JR福知山線 柏原駅下車後、徒歩約5分
- 舞鶴若狭自動車道「丹南篠山口」・「春日」、北近畿豊岡自動車道「氷上」各ICより約20分
- 国道176号「柏原本町」交差点を東へすぐ

周辺
- 柏原藩陣屋跡 - 国指定史跡。
  - 柏原藩織田家旧邸長屋門
- 織田家廟所
- 柏原町歴史民俗資料館（田捨女記念館）
- 旧氷上郡各町村組合立高等小学校 - 1885年（明治18年）築の洋風校舎建築。
- 兵庫県立柏原高等学校記念館 - 1911年（明治44年）築の洋風校舎建築。
- 木の根橋 - 兵庫県指定天然記念物。
- 丹波市役所柏原支所
- 太鼓やぐら